# Francofonte
Francofonte (Francufonti trong tiếng Sicilia) Là một đô thị ở tỉnh Siracusa, Sicilia (Italia), có vị trí khoảng 170 km về phía đông nam của Palermo và khoảng 40 km về phía tây bắc của Syracuse. Tại thời điểm ngày 31 tháng 12 năm 2004, đô thị này có dân số 12.684 người và diện tích là 74 km².
Francofonte giáp các đô thị: Buccheri, Carlentini, Lentini, Militello in Val di Catania, Vizzini.